# Henry Morgenthau (padre)
Henry Morgenthau (26 de abril de 1856-25 de noviembre de 1946) fue un empresario y diplomático estadounidense, conocido sobre todo por haber sido embajador de Estados Unidos en el Imperio otomano durante la Primera Guerra Mundial. Fue el padre del político también llamado Henry Morgenthau y abuelo de Robert Morgenthau, fiscal del distrito del condado de Nueva York. 

## Biografía
Nació en la ciudad alemana de Mannheim en 1856, hijo de Lazarus Morgenthau, inventor inexitoso, que emigró con su familia a Estados Unidos en 1866. Se graduó en leyes en la Universidad de Columbia y se hizo con un importante patrimonio inmobiliario. En 1912 contribuyó económicamente a la campaña que llevaría a la presidencia a Woodrow Wilson. Fue designado presidente financiero del Partido Demócrata en 1912, y otra vez en 1916. Fue embajador ante el Imperio otomano entre 1913 y 1916, aunque esperaba obtener un cargo en el gabinete presidencial. Tras el estallido de la Primera Guerra Mundial, la embajada estadounidense —y, por ende, Morgenthau— representó también en Estambul a la mayoría de los países aliados, que habían retirado sus misiones diplomáticas a causa del conflicto bélico.
Tras la guerra, Morgenthau participó en la Conferencia de Paz de París de 1919 como consejero para el Este de Europa y el Medio Oriente, y más tarde trabajó con organismos de caridad relacionados con la guerra, como el Comité de Socorro para Oriente Medio, la omisión para el Asentamiento de Refugiados Griegos y la Cruz Roja de Estados Unidos. En 1919, encabezó la misión gubernamental a Polonia que produjo el llamado Informe Morgenthau. En 1933, representó a los Estados Unidos en la Conferencia de Ginebra.
Publicó varios libros, el más influyente de los cuales fue la Historia del embajador Morgenthau (Ambassador Morgenthau's Story, 1919), acerca de sus experiencias como embajador en el Imperio otomano. Otra obra suya, Secretos del Bósforo (Secrets of the Bosphorus, 1918) hace también referencia a ese período. I was sent to Athens (1929) trata de su trabajo con los refugiados griegos. La Biblioteca del Congreso de Estados Unidos custodia unos 30 000 documentos procedentes de sus papeles personales. 
Murió en 1946, a causa de una hemorragia cerebral, en Nueva York, y fue sepultado en Hawthorne, Nueva York.